# كيراتسا البلغارية
كيراتسا ماريا من بلغاريا (1348م-1390م)، أميرة بلغارية أصبحت إمبراطورة بيزنطية قرينة بزواجها من الإمبراطور أندرونيكوس الرابع باليولوج.

## الزواج
ولدت الأميرة كيراتسا ماريا في بلغاريا عام 1348م، هي ابنة القيصر البلغاري إيفان أليكسندر مِن زوجته الثانية ثيودورا. في 17 من أغسطس 1355م تمت خطبتها لزوجها المستقبلي الإمبراطور البيزنطي أندرونيكوس الرابع باليولوج وقد نص عقد الزواج الذي صدر عن البطرياركية بأن هذا الزواج سيكون نافعاً للمسيحيين البيزنطيين والبلغار، ومهلكاً ووخيماً على الكفار ويعنون بهم العثمانيين.
في عام 1373م قاد زوجها الذي كان انذاك امبراطوراً ثانوياً مع أبيه الإمبراطور يوحنا الخامس باليولوج تمرداً فاشلاً ضد السلطان العثماني مراد الأول ما أدى إلى أسره مع زوجته كيراتسا وابنهما لثلاث سنوات حتى أُطلاق سراحهما من قِبل الجنويين.
في 12 أغسطس 1376م قام أندرونيكوس الرابع باليولوج بخلع أبيه من الحكم ليعتلي عرش الإمبراطورية البيزنطية بدلاً منه وتصبح زوجته كيراتسا الامبراطورة القرينة، وبقي الزوجان على رأس السلطة في القسطنطينية حتى 1 من يوليو 1379م عندما أُعيد الإمبراطور المخلوع إلى الحُكم ليعود أندرونيكوس الرابع مجدداً إلى منصب الإمبراطور الثانوي مع أبيه، ولكن الصراع ظلّ محتدماً بين الأب والابن حتى وفاة الأخير عام 1385م.
وقضت كيراتسا باقي أيام حياتها كراهبة بعد أن حملت اسم ماثيسا حتى وفاتها عام 1390م.

## الأطفال
أثمر زواج كيراتسا وأندرونيكوس الرابع باليولوج عن ثلاثة أطفال، إبنتان وولد واحد هوالإمبراطور يوحنا السابع باليولوج.

## وصلات خارجية
- Her listing in "Medieval lands" by Charles Cawley. The project "involves extracting and analysing detailed information from primary sources, including contemporary chronicles, cartularies, necrologies and testaments."